# Philip Wheelwright
Philip Ellis Wheelwright (Elizabeth, Nueva Jersey, 6 de julio de 1901 — 6 de enero de 1970) fue un filósofo, filólogo clásico y teórico de la literatura estadounidense.

## Biografía
Wheelwright estudió en Princeton, donde se doctoró en 1924. Durante diez años, dio clases en la Universidad de Nueva York, donde editó entre 1930 y 1933 una revista de crítica literaria, The Symposium. En 1935 abandonó la enseñanza para dedicarse a la escritura. En 1937 regresó a la docencia, esta vez en Dartmouth College, donde fue profesor durante dieciséis años. En 1940 se casó con Maude McDuffee, que murió en 1968. En 1953 se mudó a California. Desde 1954 hasta su retiro en 1966 fue profesor en Riverside. Fue presidente de la American Philosophical Association (sección del Pacífico) durante el curso 1965-66. Con ocasión de su retiro, sus colegas de Riverside le dedicaron un volumen de homenaje (festschrift), The Hidden Harmony.

## Obra

### En inglés

#### Filología clásica
- Aristotle: Selections from Seven of the Most Important Books (1935, 1951)
- Heraclitus (1959)
- The Pre-Socratics (1966)

#### Estética
- Burning Fountain: A Study in the Language of Symbolism (1954)
- Metaphor and Reality (1962)

#### Ética y filosofía
- Introducción crítica a la ética (1935).
- The Way of Philosophy (1954).
- Philosophy as the Art of Living (1956).
- Valid Thinking: An Introduction to Logic (1962).

### Traducciones al español
- Metáfora y realidad (1979), Madrid: Espasa-Calpe, tr. C. A. Gómez, ISBN 84-239-2509-9